# Butia paraguayensis
 (mai 2022).
La mise en forme du texte ne suit pas les recommandations de Wikipédia : il faut le « wikifier ».
Les points d'amélioration suivants sont les cas les plus fréquents. Le détail des points à revoir est peut-être précisé sur la page de discussion.
- Les titres sont pré-formatés par le logiciel. Ils ne sont ni en capitales, ni en gras.
- Le texte ne doit pas être écrit en capitales (les noms de famille non plus), ni en gras, ni en italique, ni en « petit »…
- Le gras n'est utilisé que pour surligner le titre de l'article dans l'introduction, une seule fois.
- L'italique est rarement utilisé : mots en langue étrangère, titres d'œuvres, noms de bateaux, etc.
- Les citations ne sont pas en italique mais en corps de texte normal. Elles sont entourées par des guillemets français : « et ».
- Les listes à puces sont à éviter, des paragraphes rédigés étant largement préférés. Les tableaux sont à réserver à la présentation de données structurées (résultats, etc.).
- Les appels de note de bas de page (petits chiffres en exposant, introduits par l'outil «  Source ») sont à placer entre la fin de phrase et le point final[comme ça].
- Les liens internes (vers d'autres articles de Wikipédia) sont à choisir avec parcimonie. Créez des liens vers des articles approfondissant le sujet. Les termes génériques sans rapport avec le sujet sont à éviter, ainsi que les répétitions de liens vers un même terme.
- Les liens externes sont à placer uniquement dans une section « Liens externes », à la fin de l'article. Ces liens sont à choisir avec parcimonie suivant les règles définies. Si un lien sert de source à l'article, son insertion dans le texte est à faire par les notes de bas de page.
- La présentation des références doit suivre les conventions bibliographiques. Il est recommandé d'utiliser les modèles {{Ouvrage}}, {{Chapitre}}, {{Article}}, {{Lien web}} et/ou {{Bibliographie}}. Le mode d'édition visuel peut mettre en forme automatiquement les références.
- Insérer une infobox (cadre d'informations à droite) n'est pas obligatoire pour parachever la mise en page.

Pour une aide détaillée, merci de consulter Aide:Wikification.
Si vous pensez que ces points ont été résolus, vous pouvez retirer ce bandeau et améliorer la mise en forme d'un autre article.
Espèce
Synonymes
- Butia pungens Becc. [1916] [1]
- Butia yatay var. paraguayensis (Barb.Rodr.) Becc. [1916]
- Butia yatay subsp. paraguayensis (Barb.Rodr.) Xifreda & Sanso [1996]
- Cocos amadelpha Barb.Rodr. [1900]
- Cocos dyerana Barb.Rodr. [1903]
- Cocos paraguayensis Barb.Rodr. [1899]
- Cocos wildemaniana Barb.Rodr. [1903]
- Syagrus amadelpha (Barb.Rodr.) Frambach  [1936]
- Syagrus dyerana (Barb.Rodr.) Becc. [1916]
- Syagrus paraguayensis (Barb.Rodr.) Glassman [1970]

Butia paraguayensis est une espèce de plantes à fleurs de la famille des Arecaceae (les palmiers), du genre  Butia, que l'on trouve dans la région du Cerrado en Amérique du Sud. Son aire de répartition naturelle s'étend du Mato Grosso do Sul et de São Paulo au sud du Brésil en passant par le Paraguay jusqu'au nord de l'Argentine et de l'Uruguay,. Il a reçu le nom de palmier yatay nain en anglais en 2000, et il est localement connu sous le nom de yata'i  en guarani au Paraguay  ou butiá-do-cerrado en portugais à Rio Grande do Sul, au Brésil .

## Taxonomie
De nombreux chercheurs l'ont considérée comme une variété naine de Butia yatay.
En 1916, Odoardo Beccari réduisit Cocos paraguayensis à une variété de Butia yatay, mais en même temps il décrivit une nouvelle espèce de San Ignacio, Misiones, Argentine, qu'il nomma B. pungens ,.
En 1970, Sidney Fredrick Glassman a déplacé cette espèce, avec tous les autres Butia, vers le genre  Syagrus, mais en 1979, il a changé d'avis et a tout rétabli .
Dans une revue du genre Butia en 1979 par Glassman, il a continué à distinguer B. pungens, pensant que B. paraguayensis n'était pas présent dans la province de Misiones, mais depuis au moins 1996 ce taxon est maintenant considéré comme un synonyme de B paraguayensis.
Une population de palmiers Butia au Paraguay autrefois connue sous le nom de B. dyerana était considérée comme un synonyme de B. yatay par Glassman , mais cette population a été reclassée comme synonyme de B. paraguayensis au moins en 1996, supprimant B. yatay de la flore du Paraguay.

## Distribution
Au Paraguay, cette espèce est très commune ; elle se trouve dans les départements d'Amambay, Caaguazú, Caazapá, Canindeyú, Concepción, Cordillera, Guairá, Misiones, Ñeembucú et San Pedro ,. Au Brésil, elle est présente dans les États du Mato Grosso do Sul, du Paraná, du Rio Grande do Sul et de São Paulo. Lorenzi et al. a également signalé une population dans le sud-est du Minas Gerais en 2004 , comme Noblick en 2010 . En Argentine, il se produit dans les provinces de Corrientes et Misiones (à San Ignacio). En Uruguay, il a été historiquement enregistré comme étant originaire des départements d'Artigas et de Rivera , mais cette distribution a été sévèrement réduite en raison du développement agricole et actuellement l'espèce est limitée à une seule population de 175 individus situés sur une propriété privée sur le Cerro del Miriñaque, une colline du département de Rivera (voir photos).
Bauermann et al. a étudié la possibilité d'utiliser le pollen de palmier, y compris cette espèce, en palynologie, afin d'essayer de fournir plus de détails sur les anciens changements d'habitat dans l'état du Rio Grande do Sul au Brésil en suivant les changements dans la distribution et l'abondance des palmiers, mais n'ont pas été en mesure de fournir beaucoup de détails sur le sujet.

### Habitat
Ce palmier pousse dans le cerrado (un type de prairie de savane) et les pâturages . Il se produit sur des sols bien drainés, généralement sablonneux. Dans le Rio Grande do Sul, au Brésil, on le trouve exclusivement sur des sols argileux (probablement latéritiques ). Il pousse de 100 à 300 m d'altitude.

## Description

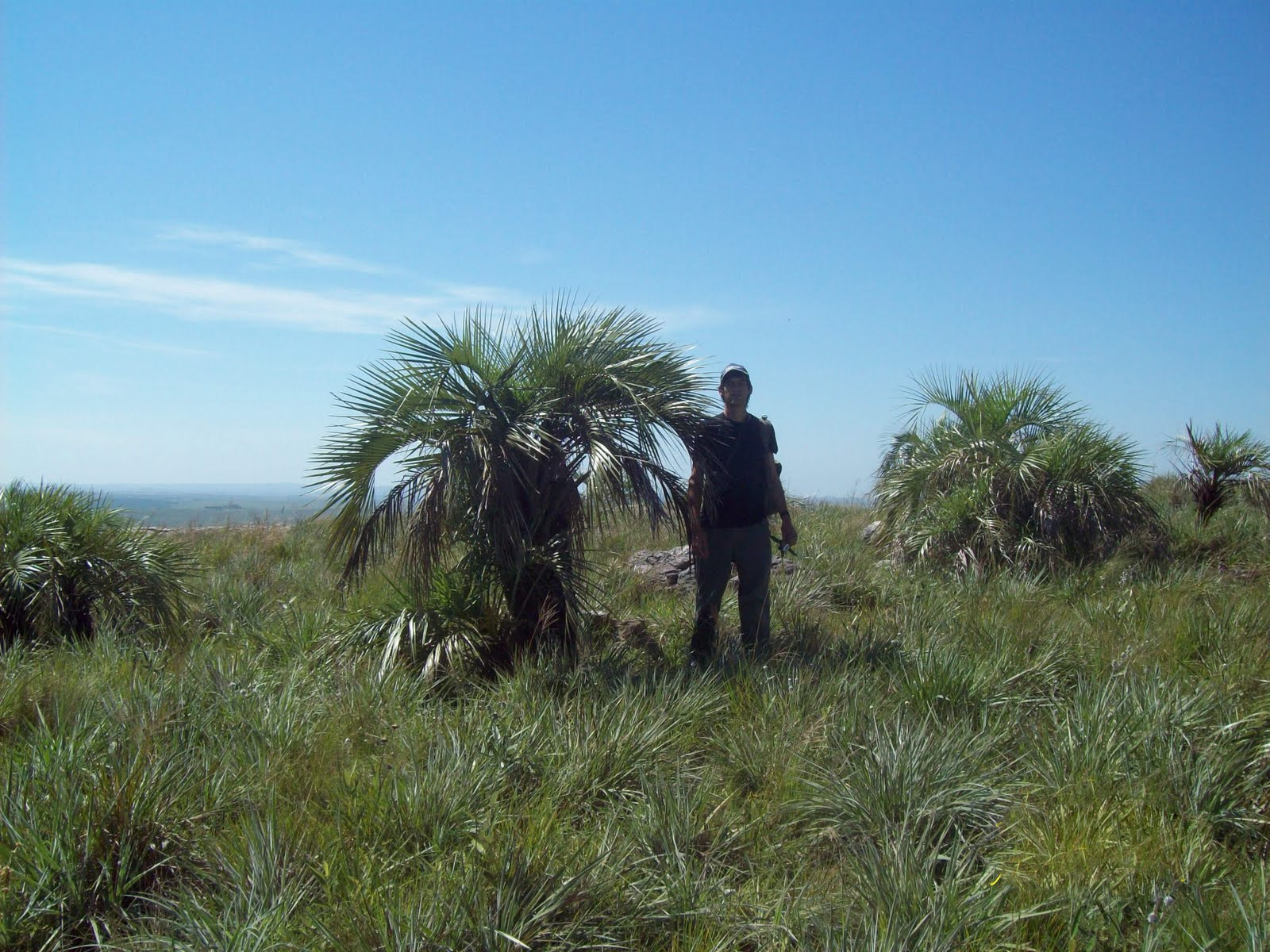
Butia paraguayensis sur le Cerro Miriñaque, Rivera, Uruguay.

Butia paraguayensis est un palmier à tronc court, toujours solitaire, formant généralement un tronc souterrain - bien qu'une grande variabilité soit observée avec certains spécimens formant de gros troncs au-dessus du sol jusqu'à 2 m de haut,,.
Les 6 à 20 feuilles pennées vont du glauque au vert foncé et les bords des pétioles sont couverts de fibres et d'une rangée d'épines jusqu'à 4 cm de long.
En commun avec B. yatay avec qui il partage une partie de la même aire de répartition, les fleurs femelles sont beaucoup plus grandes que les mâles.
Comme toutes les espèces de Butia étudiées, cette espèce a des grains de pollen relativement plus gros que ceux des autres genres de palmiers présents dans le Rio Grande do Sul, au Brésil. Ces grains sont à symétrie bilatérale, aplatis, mono sulfurés et à l'extrémité piriforme (en forme de poire). La surface est recouverte de minuscules motifs réticulés de 2 µm de large.
Les fruits sont variables et peuvent être de forme conique ou ovoïde, ainsi que de couleur verte, violette, rouge, orange ou jaune à maturité. Les fruits sont 3-4 x 2-3 cm, juteux, légèrement fibreux, au goût aigre-doux, avec une base de périanthe persistant et 1-3 grosses noix à endosperme homogène.

### Espèces similaires
Il est souvent confondu avec un Butia yatay (immature). B. yatay a toujours un tronc et est plus grand, avec des feuilles et des inflorescences beaucoup plus grandes. Dans le passé, il était même considéré comme un synonyme de cette espèce.

## Écologie
Il est bien adapté aux feux de forêt périodiques du cerrado.
Dans la réserve naturelle de la forêt de Mbaracayú, les fougères Pleopeltis decumanum en général, et P. hirsutissima et Serpocaulon latipes à l'occasion, poussent comme épiphytes sur les troncs de ce palmier. Des orchidées du genre Catasetum poussent également ici.
L'oiseau rare Caprimulgus candicans, l'engoulevent à ailes blanches, semble préférer les prairies ouvertes avec des peuplements de faible densité de ces palmiers ( campo sucio ) comme habitat.
Au Paraguay, les fruits sont l'aliment préféré du loup à crinière, qui peut être un important disperseur de graines. Les perroquets et les aras utilisent également ses fruits mûrs.

## Les usages
Au Paraguay, les fruits et les cœurs de palmier sont consommés par les communautés tribales locales ( Ava Chiripá, Aché, autres). Les feuilles sont également utilisées pour fabriquer des chapeaux et d'autres objets d'artisanat. On pense que les fruits verts non mûrs sont utiles pour lutter contre les vers intestinaux. Au Paraguay, les noix sont réputées être d'une grande utilité comme appât pour les poissons,.
Les fruits ne sont pas considérés comme comestibles en Argentine, contrairement à d'autres pays d'Amérique du Sud.
En Uruguay, la seule population pittoresque restante a une certaine valeur écotouristique.
Cette espèce est parfois, fût-ce rarement, cultivée (en Argentine, Angleterre, Californie),. Il est conseillé de planter ces palmiers en plein soleil. On dit qu'il résiste à -11 °C, mais doit être protégé à -4 °C aux Pays-Bas.

## Préservation
En Uruguay, cette espèce est maintenant très rare (175 plantes sur une seule colline) en raison de la perte d'habitat due aux activités agricoles telles que l'élevage de bétail et la foresterie (plantations de bois à pâte d'eucalyptus). Les moutons et les bovins mangent les semis, empêchant le recrutement  (établissement des plantules). Depuis 2017, comme les quatre espèces de Butia originaires d'Uruguay, il est protégé par la loi. Les palmiers adultes ne peuvent être abattus ou déplacés sans l'autorisation du gouvernement.